# Узерлик-тепе
Узерлик-тепе или Узерликтепе (азерб. Üzərliktəpə) — поселение эпохи средней бронзы (I половина II тыс. до н. э.) на восточной окраине города Агдам в Азербайджане. Является первым населённым пунктом городского типа и одной из первых стоянок с монохромной расписной керамикой на Кавказе.

## Археологические раскопки
Во время археологических раскопок, проводимых советским археологом Ф. Х. Бахтеевым во второй половине 50-х годов XX века, были обнаружены остатки ячмени с бутылковидными зерновками.
В 1953 году под руководством Академии Наук Азербайджанской ССР была организована археологическая экспедиция. Главной целью экспедиции являлось исследование территории, пролегающей между реками Кура и Аракс. Поселение Узерлик-тепе было обнаружено членами экспедиции осенью 1954 года. На восточном склоне холма был заложен раскоп площадью в 32 кв. м. В 1955 году площадь данного раскопа была расширена до 80  кв. м.
На данной площади были обнаружены: зола, остатки очагов, уголь, ямы, кости животных, а также изделия из керамики. Указанные находки свидетельствовали о существовании трёх слоев, заложенных в три разных периода. Первый слой характеризуется как самый древний, длиной в один метр. Здесь были обнаружены ямы для хранения зерна, а также остатки угля и очагов. Длина второго слоя достигает 1,5 метров. Здесь были найдены глиняные очаги, стена из сырцового кирпича. В наиболее позднем, третьем по счёту слою были обнаружены остатки жилища, стены которого были построены из сырцового кирпича, а пол был изготовлен из глины. На территории данного жилища был обнаружен очаг, женская статуэтка, лепёшка из глины, а также обгоревшие зёрна.
В 1954—1956 поселение исследовалось К. Х. Кушнарёвой. В результате раскопок были обнаружены остатки стены с контрфорсами из крупного сырцового кирпича, очаги, хозяйственные ямы, посуда с орнаментом, орудия для занятий сельским хозяйством и ткачеством, костяные и мелкие бронзовые предметы, зёрна пшеницы и ячменя, виноградные косточки, кости домашних животных.
На данной территории также были обнаружены семена винограда столового сорта, возраст которого достигает около трех с половиной тысяч лет; костяная игла, используемая в ткацком ремесле.
Найденные при раскопках остатки туш мелкого, а также крупного рогатого скота свидетельствуют о том, что Узерлик-тепе являлось поселением древних скотоводов в эпоху бронзы. Население занималось также земледелием, садоводством, металлообработкой, гончарством, а также изготовлением посуды из глины.

## Внешние ссылки
- Краткие сообщения о докладах и полевых исследованиях Института археологии